# 3057 Mälaren
3057 Mälaren (1981 EG) là một tiểu hành tinh vành đai chính được phát hiện bởi Edward L. G. Bowell ở Anderson Mesa ngày 9 tháng 3 năm 1981. Nó được đặt theo tên Swedish Lake Mälaren between Stockholm và Uppsala according to Brian G. Marsden's advice.